# 同角ノ頭

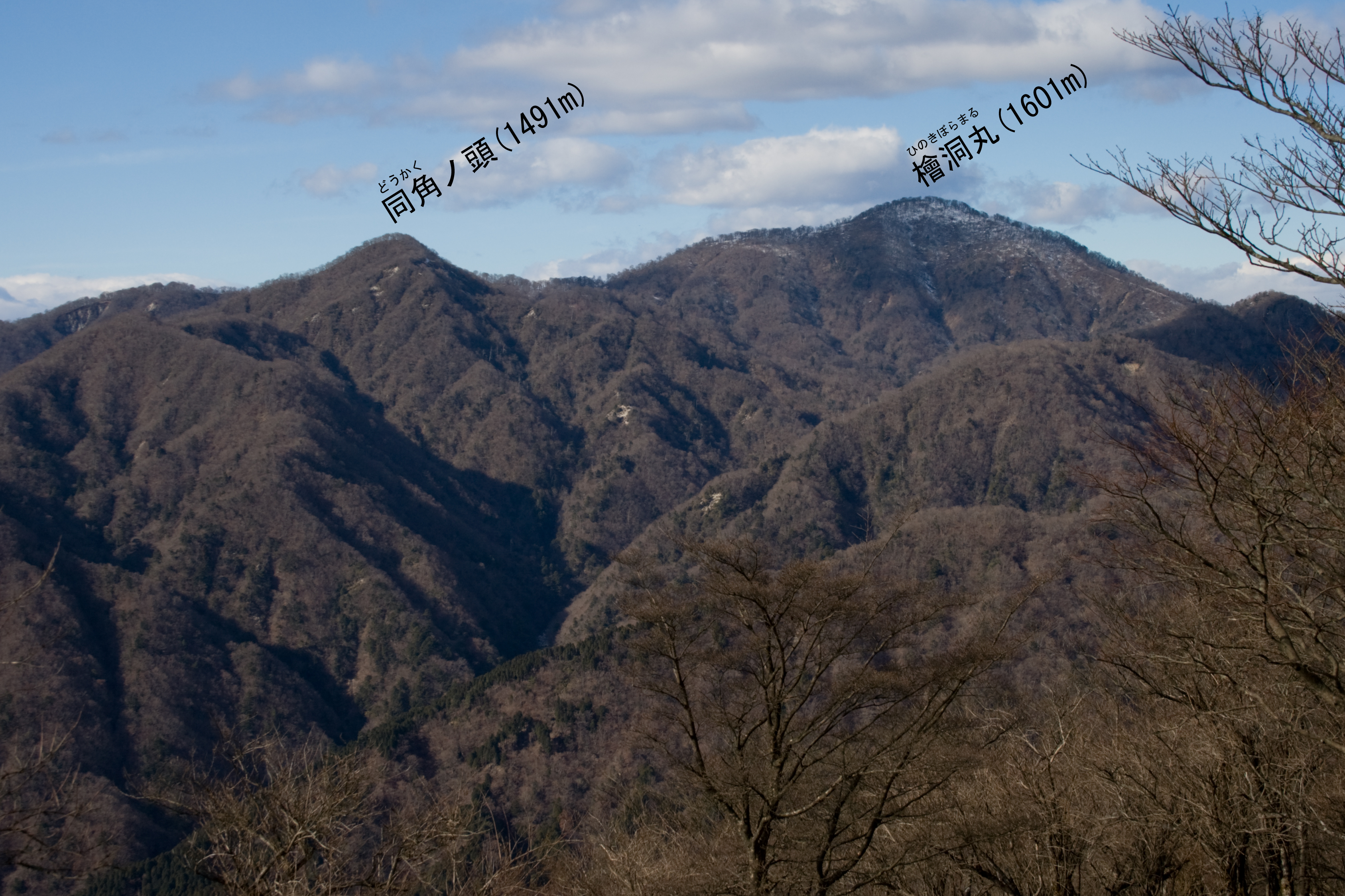
同角ノ頭と檜洞丸（2007年12月撮影）

同角ノ頭（どうかくの あたま/かしら）は、丹沢山地西部、檜洞丸の南に位置する標高1,491mの山である。神奈川県足柄上郡山北町にあり、丹沢大山国定公園に属する。
登山道は、石棚山稜から登る道や、ユーシンより大石山を経由して登る道などがある。

## 周辺の山
- テシロノ頭（1,491m）
- 檜洞丸（1,601m）
- 石小屋ノ頭（1,254m）
- 大石山（1,220m）